# 水野忠之
水野 忠之（みずの ただゆき）は、江戸時代中期の譜代大名で、江戸幕府老中。三河岡崎藩の第4代藩主（5万石、後6万石）。忠元系水野家5代。

## 生涯
寛文9年（1669年）6月7日午前6時ごろに岡崎藩主水野忠春の4男として、水野家江戸屋敷で誕生した。
延宝2年（1674年）7月9日に親族の旗本水野忠近（2300石）の養子となって家督を継いだ。元禄10年（1697年）2月には御使番に列し、布衣（六位相当になったことを意味する）の着用を許された。元禄11年（1698年）4月19日には日光目付、さらに9月25日には日光普請奉行となった。
元禄12年（1699年）1月11日、実兄の岡崎藩主水野忠盈の養子となり、忠盈の没後の9月27日に家督相続し、10月18日には従五位下・大監物に叙任された。

### 元禄赤穂事件
元禄14年（1701年）3月14日に播磨赤穂藩主浅野長矩が高家吉良義央に刃傷沙汰に及んだときには、赤穂藩の鉄砲洲屋敷へ赴いて騒動の取り静めにあたっている。
また翌年12月15日、赤穂浪士が吉良義央の首を挙げて幕府に出頭した後には、そのうち間光興・奥田行高・矢頭教兼・村松高直・間瀬正辰・茅野常成・横川宗利・三村包常・神崎則休9名のお預かりを命じられ、彼らを三田中屋敷へ預かった。
巷間では、「大石良雄を預かった肥後熊本藩主細川綱利に倣って、浪士たちを賞賛しよくもてなした」と伝わっている。しかし、綱利が細川邸に入った後の浪士たちの元へすぐさま自ら赴いて大石たちと会見したのに対して、忠之は21日になってようやく浪士たちと会見している。
また、忠之は赤穂義士を使ってない長屋に入れ、外から戸障子などを釘付けにした。「九人のやから、差し置き候庭のうちへも、竹垣これをつむ」とあり、さらに二重の囲いを設け、藩士に昼夜問わず長屋の内外を巡回させた。「寒気強く候にて火鉢これを出さず」、布団を増やせとの要求も「臥具増やす冪あり申せども、その儀に及ばず初めの儘にて罷りあり」と冷遇した記録が残る。酒も出さず、お預かりから暫くは体も洗わせなかった（『水野家御預記録』）。
その後、2月4日に幕命に従って、目付・久留正清と使番・赤井時尹の立会のもと、九士を切腹させた。
ただし、その後の水野家では不幸が続き、忠辰から忠任の代には父祖伝来の三百年にわたる故郷である三河から追われる。水野騒動の処罰と転封、虹の松原一揆などによる混乱や藩主押し込め、浪人や町人による藩邸襲撃、それらに伴う屋敷の移動で忠之時代の遺構（浪士が切腹した畳二枚、供養塔など）は散逸してしまい、現在は新たな水野家の屋敷跡に、石灯篭（「降る石や 瓦飛び散る 水の家」 句があり、前屋敷が襲撃されたのちに置かれたもの。）、二か国語の案内板、由来不明の丸石と木製ベンチが残る。

### 幕閣での昇進と批判
忠之はその後も幕府要職を歴任、宝永2年（1705年）1月1日に奏者番に就任する。さらに正徳元年（1711年）12月23日には若年寄に就任した。正徳4年（1714年）9月6日に京都所司代に就任する。このときに従四位下侍従和泉守に昇進した（大監物去る）。
享保2年（1717年）9月27日、老中となり将軍徳川吉宗の享保の改革を支えた。享保7年（1722年）、財政を専任する勝手掛老中に任ぜられた。享保8年（1723年）、見立新田十分一の法を設け、新田開発を促した。享保10年（1725年）には1万石を加増された。享保13年（1728年）、幕府領の年貢を四公六民から五公五民に引き上げた。これらの施策により幕府の財政は好転したものの、米価の急落や負担増による不満から批判された。
当時流行した落書に、「無理で人をこまらせる物、生酔と水野和泉守」と詠まれるほどであった。
享保15年（1730年）6月12日に老中職を辞し、7月6日に次男の忠輝に家督を譲って隠居した。
隠居後は落髪して祥岳と号した。享保16年（1731年）3月18日に死去した。享年63。生前の遺命に基づいて牛込宝泉寺にて荼毘し、遺骨は24日に下総国山川万松寺へ送られて葬られた。
墓所は茨城県結城市大字山川新宿の山川水野家墓所（菩提寺の旧万松寺は安政2年（1855年）に焼失したため、初代忠元から11代忠邦までの11基の墓のみが残る）。

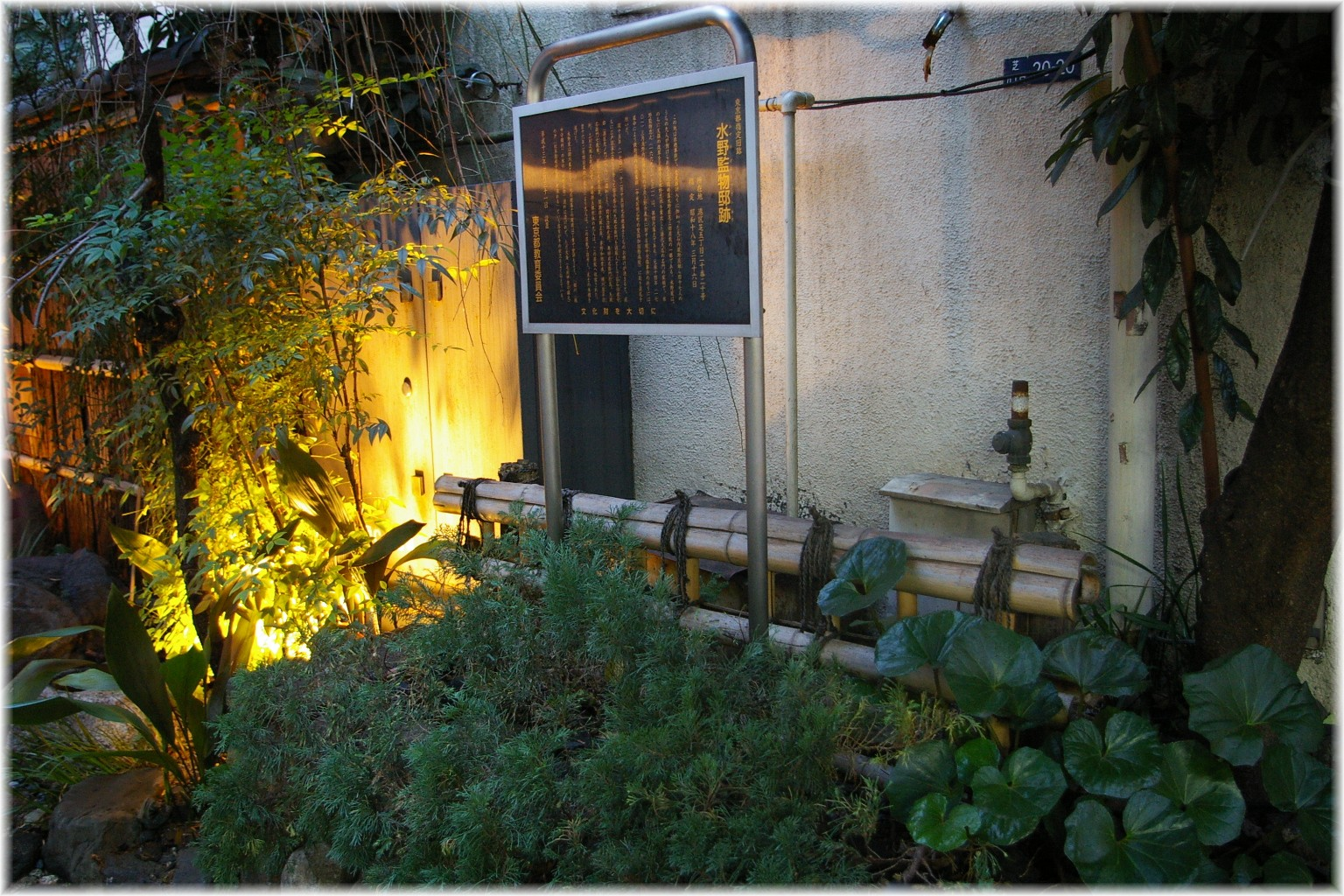
水野監物邸跡

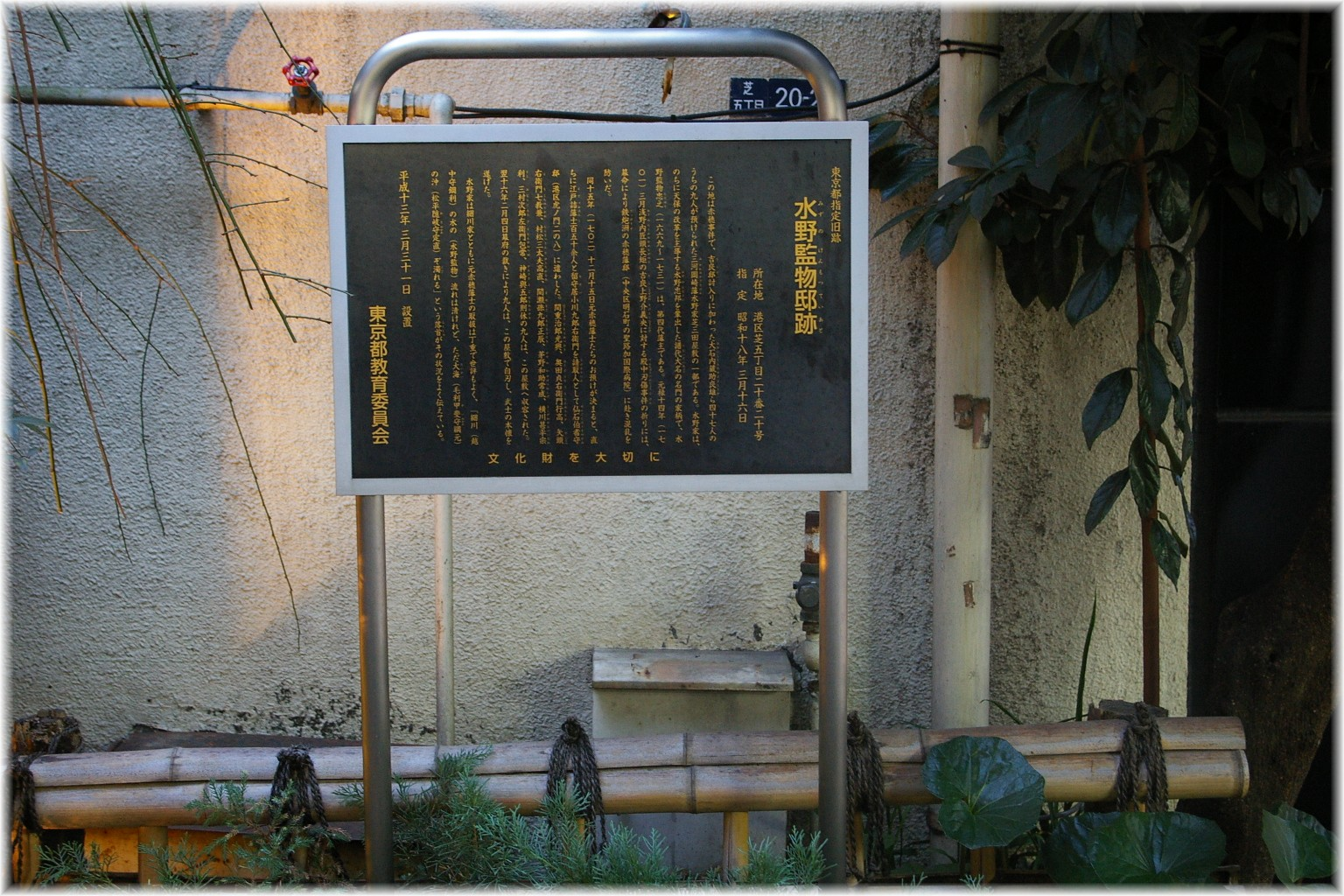
水野監物邸跡説明板

## 系譜
父母
- 水野忠春（実父）
- 清光院 ー 前田利次の娘（実母）
- 水野忠近[7]（養父）
- 水野忠盈[8]（養父）

正室
- 牧野康重の娘

子女
- 水野忠輝（次男）

## 登場作品
- 『水戸黄門第3部』（1971年）演：高野眞二 ※役名は「水野監物」。
- 『大岡越前第3部』（1972年）演：清水元
- 『大岡越前第4部』（1974年）演：神山繁
- 『水戸黄門第8部』（1977年）演：峰祐介
- 『暴れん坊将軍』（1978年）演：溝田繁
- 『暴れん坊将軍III』（1988年）演：早川雄三
- 『大岡越前第10部』（1988年）演：鈴木瑞穂
- 『大岡越前第11部-第13部』（1990年-1993年）演：幸田宗丸
- 『暴れん坊将軍V』（1993年）演：大出俊
- 『八代将軍吉宗』（1995年）演：石立鉄男 ※高橋悦史の予定だったが、病気のため石立が演じることになった（高橋は翌年死去）。
- 『大岡越前第14部』（1996年）演：高野眞二
- 『大岡越前』（2013年）演：渋谷哲平